# Quek Leng Chan
Quek Leng Chan (* 1941 in Singapur) ist ein malaysischer Unternehmer.

## Leben
Chan besuchte die Victoria School in Singapur und studierte Rechtswissenschaften. Nach seinem Studium war er in verschiedenen Finanzinstituten in Südostasien tätig. Er leitet das malaysische Unternehmen Hong Leong Group. Chan ist verheiratet und hat drei Kinder. Nach Angaben des US-amerikanischen Forbes Magazin gehört Chan zu den reichsten Malaysiern.